# Garron Lodge

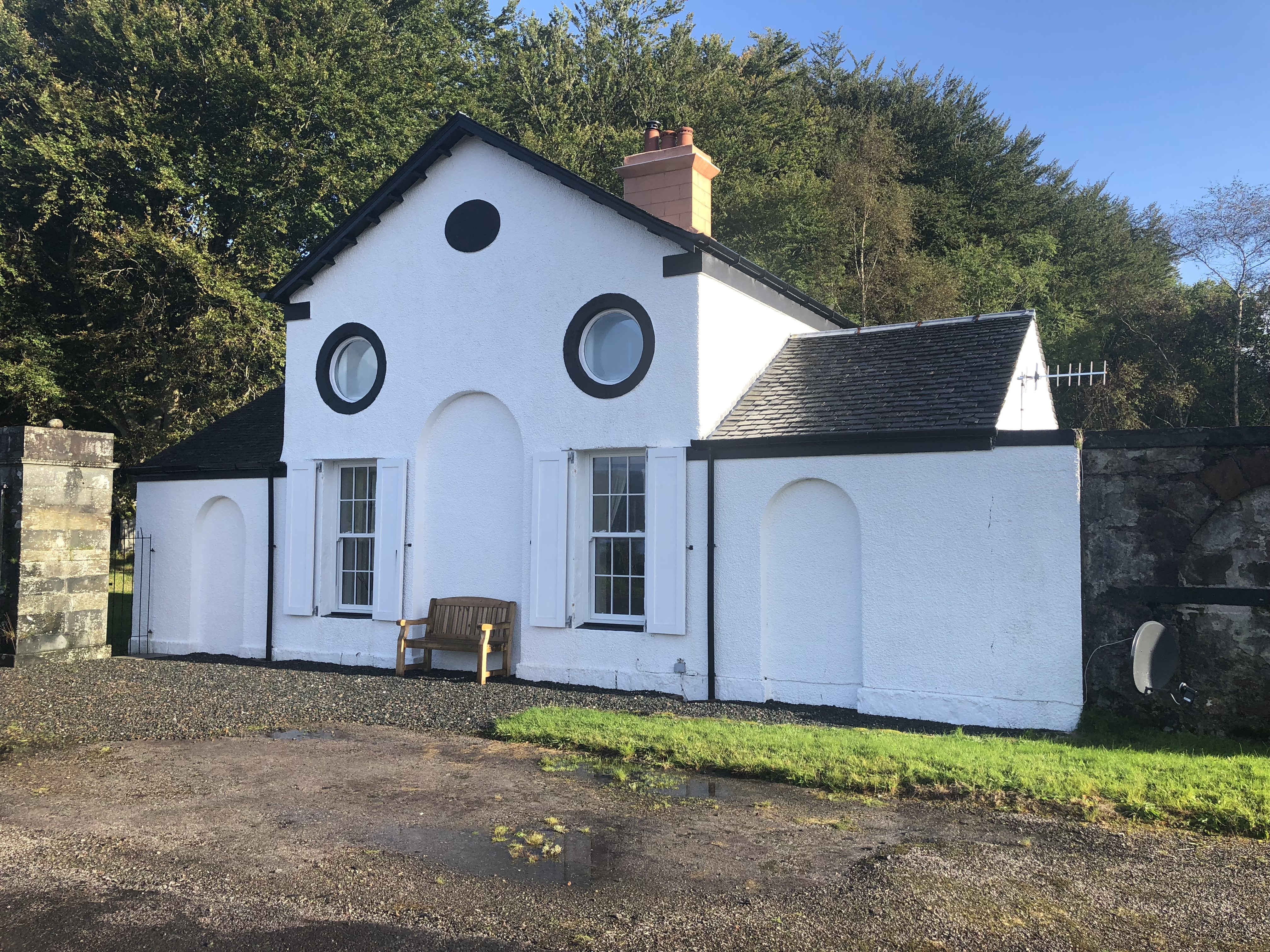
Garron Lodge mit Ochsenaugen und Ziermauer

Die Garron Lodge ist ein Landsitz, der etwa 2,5 km nordöstlich der schottischen Stadt Inveraray am Kopf von Loch Shira, einer Nebenbucht des Meeresarmes Loch Fyne, gelegen ist. Er befindet sich auf den Ländereien von Inveraray Castle nahe der denkmalgeschützten Garron Bridge, welche die Mündung des Shira überspannt. Zwischen Gebäude und Brücke schirmt die Ziermauer der Lodge den rückwärtigen Garten vor Blicken ab. Bis zum Bau der neuen Brücke verlief die A83, die den Süden der Region bis zur Halbinsel Kintyre an den Central Belt anschließt, über die Garron Bridge und der Verkehr floss unmittelbar an der Garron Lodge vorbei.
Die Garron Lodge wurde in den Jahren 1775 bis 1776 errichtet. Als Architekt war Robert Mylne für die Planung verantwortlich. Ursprüngliche Pläne sahen die Fortsetzung der Ziermauer auf der gegenüberliegenden Seite der Garron Bridge vor, welche ebenfalls mit einem Landhaus schließen sollte. Diese Arbeiten wurden jedoch nicht mehr ausgeführt. 1971 wurde die Garron Lodge in die schottischen Denkmallisten in der höchsten Kategorie A aufgenommen.

## Beschreibung
Das Gebäude weist die Merkmale der Georgianischen Architektur auf. Beidseitig der heute zugemauerten Eingangstür sind zwei längliche Sprossenfenster mit außenliegenden, hölzernen Fensterläden verbaut. Im Obergeschoss sind zwei Ochsenaugen zu finden. In drittes, heute durch eine Mauer verschlossenes Ochsenauge befindet sich zentral unterhalb des Giebels des schiefergedeckten Satteldaches. Rückwärtig schließt das Gebäude halbrund mit einem halben Kegeldach ab. Beidseitig sind zwei kurze, einstöckige Seitenflügel zu finden, die entlang der Vorderfront mit blinden, einfach gearbeiteten Zierbögen versehen sind. Beide schließen mit Satteldächern ab. Alle Fassaden sind in der traditionellen Harling-Technik verputzt.